# Папська Рада з масових комунікацій
Па́пська Ра́да з ма́сових комуніка́цій (лат. Pontificium Pontificium Consilium de Communicationibus Socialibus) — дикастерія Римської курії. Започаткована папою римським Іоанном Павлом II 28 червня 1988 року, вона відповідальна за використання різних форм ЗМІ для розповсюдження Євангелія.
Нинішній голова Ради — Його Високопреосвященство титулярний архієпископ Клаудіо Марія Челлі, бувши призначеним папою римським Бенедиктом XVI 27 червня 2007 року, він замінив на цьому посту кардинала Джона Фолі.

## Роль
Відповідно до статті 169 апостольської конституції Римської курії, Pastor Bonus, проголошеної папою римським Іоанном Павлом II 28 червня 1988 року: «Папська рада з масових комунікацій відповідає за питання щодо засобів соціальних зв'язків, так, щоб людський прогрес і звістка спасіння через ці засоби могли приносити користь світській культурі та нравам». Стаття 170 також каже, що: «головне завдання цієї Ради полягає в тому, щоб заохочувати й підтримувати своєчасним і належним чином дії Церкви та її членів у багатьох формах соціального зв'язку. Вона піклується про наповнення ЗМІ, а також фільмів, радіо й телевізійних передач Християнським духом».

## Історія
Первинно Папська рада мала назву Папської комісії з вивчення та церковної оцінки фільмів на релігійну чи моральну тематику, яку було започатковано 30 січня 1948 року Державним секретаріатом папи Пія XII. Єпископ Мартін Джон О’Коннор був призначений її головою. До її складу входили ще чотири члени: монсеньйор Мауріціо Раффа (представник Священної Конгрегації Собору), монсеньйор Фердинандо Проспері (представник служби Catholique International du Cinématographe (Католицький міжнародний кінематограф), тимчасовий секретар нової Комісії), Джакомо Іберт і Ільдо Аветт. Комісія розміщувалась в одномісному номері палаццо Сан Карло у Ватикані.
17 вересня 1948 року Пій XII ухвалив статути цієї нової служби, яку тоді ж було перейменовано на Папську комісію з освітніх та релігійних фільмів.

## Сучасна структура
- Голова: архієпископ Клаудіо Марія Челлі;
- Секретар: монсеньйор Пол Тай;
- Ад'юнкт-секретар: монсеньйор Джузеппе Скотті;
- Заступник секретаря: Анджело Шелцо.

## Список голів Папської ради з масових комунікацій
- Мартін Джон О’Коннор (1948—1971);
- Агостіно Феррари Тоньйоло (в. о. голови 1969—1971);
- Едвард Луїс Гестон (1971—1973);
- Анджей Марія Дескур (1973—1984);
- Джон Патрік Фолі (1984—2007);
- Клаудіо Марія Челлі (2007 —).